# Jüdischer Friedhof (Otmuchów)
Koordinaten: 50° 28′ 37″ N, 17° 10′ 12″ O

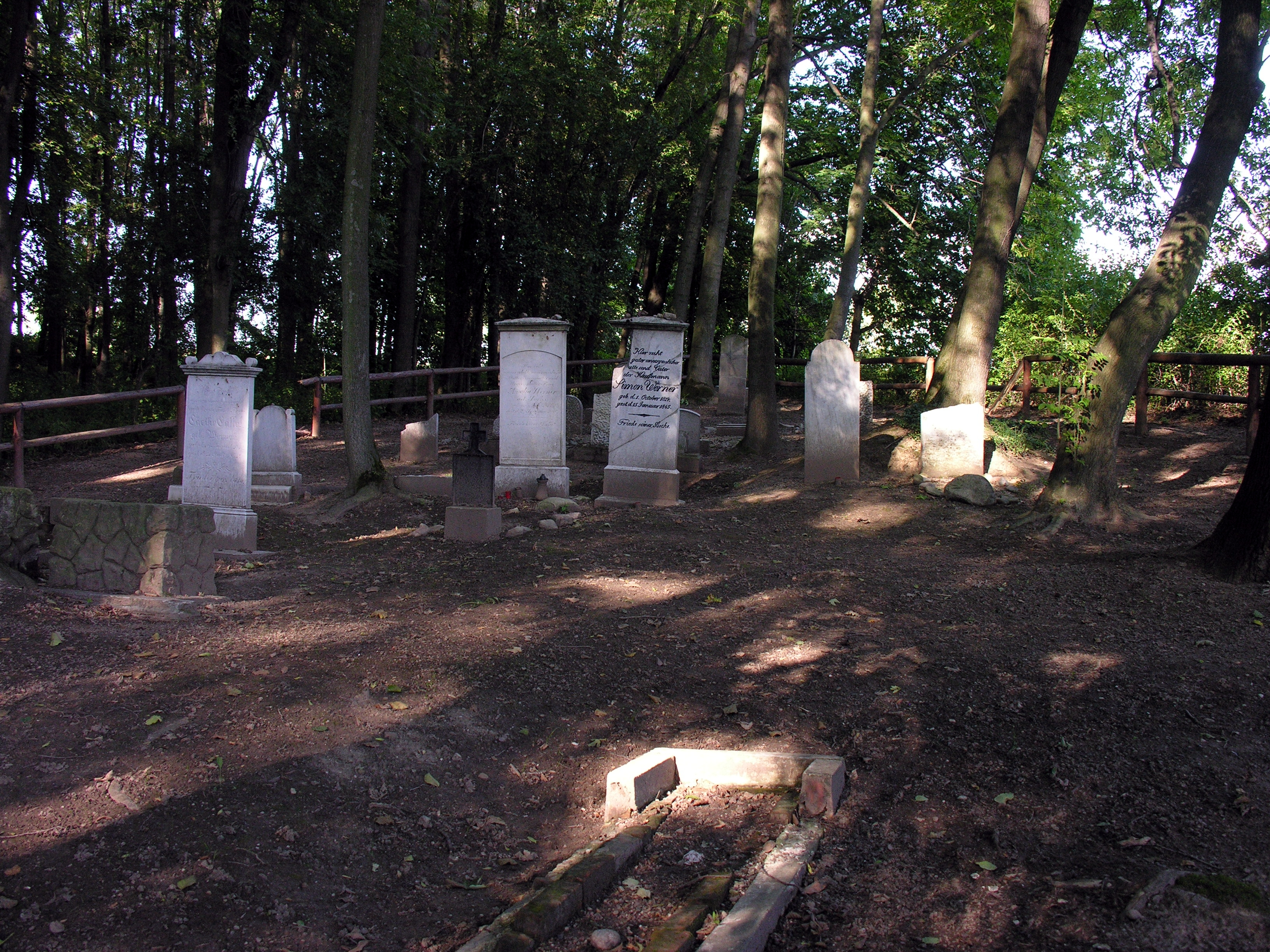
Ansicht des Friedhofs

Der Jüdische Friedhof in Ottmachau (polnisch Otmuchów), einer polnischen Stadt im Powiat Nyski der Woiwodschaft Oppeln, wurde Anfang des 19. Jahrhunderts errichtet. Der jüdische Friedhof, der außerhalb der Stadt liegt, ist ein geschütztes Kulturdenkmal.
Der älteste Grabstein stammt aus dem Jahr 1819. In den letzten Jahren wurde der Friedhof von Schülern und Studenten aus Polen, Deutschland, der Tschechischen Republik und Israel wieder in einen gepflegten Zustand versetzt.